# Liên Nghĩa (xã)
Liên Nghĩa là một xã thuộc huyện Văn Giang, tỉnh Hưng Yên, Việt Nam.

## Địa lý
Xã Liên Nghĩa nằm ở phía nam huyện Văn Giang, thuộc tả ngạn sông Hồng, có vị trí địa lý:
- Phía đông giáp xã Tân Tiến
- Phía tây giáp thành phố Hà Nội và xã Thắng Lợi
- Phía nam giáp huyện Khoái Châu và xã Mễ Sở
- Phía bắc giáp thị trấn Văn Giang và xã Long Hưng.

Xã Liên Nghĩa có diện tích 6,16 km², dân số năm 2019 là 10.751 người, mật độ dân số đạt 1.745 người/km².
Xã được chia làm 6 thôn: Đan Kim, Phi Liệt, AB và CD Quán Trạch, Bá Khê, Vĩnh Tuy.

## Lịch sử
Trước đây, Liên Nghĩa là một xã thuộc huyện Châu Giang cũ.
Ngày 24 tháng 7 năm 1999, Chính phủ ban hành Nghị định 60/1999/NĐ-CP về việc chia huyện Châu Giang thành 2 huyện Khoái Châu và Văn Giang. Xã Liên Nghĩa trực thuộc huyện Văn Giang.

## Văn hóa

### Đình Phi Liệt
Đình làng Phi Liệt là di tích lịch sử văn hóa tiêu biểu trên địa bàn xã Liên Nghĩa, nằm tách biệt với khu dân cư của thôn Phi Liệt. Đình thờ tướng quân Lã Đường, vị thủ lĩnh tài ba thời 12 sứ quân thế kỷ X. Ông là người đã chiêu tập thanh niên trai tráng địa phương, tạo lập căn cứ quân sự và cai quản vùng đất này trong suốt hơn 20 năm. Sau ông bị lực lượng Hoa Lư đánh dẹp trong quá trình thống nhất 12 sứ quân lập ra nhà nước Đại Cồ Việt. Sau khi ông mất, Vua Đinh Tiên Hoàng đã cho phép dân làng lập đền thờ và tôn là Thạch Lã tướng quân.
Gần làng Phi Liệt là làng Phù Liệt thuộc xã Thắng Lợi, nơi thờ 5 vị đại vương có công phù giúp Đinh Bộ Lĩnh dẹp sứ quân Lã Đường. Vua Đinh Tiên Hoàng đã cho đổi tên làng Gềnh thành làng Phù Liệt với ý nghĩa là làng phù quốc giúp vua và chiến đấu oanh liệt với kẻ thù. Có lẽ vì thế mà làng ủng hộ sứ quân Lã Đường đã được gọi là làng Phi Liệt.

## Giao thông
Xã Liên Nghĩa có tỉnh lộ 195, tỉnh lộ 199B, tỉnh lộ 205 chạy qua.